# Đồng hồ ngày tận thế

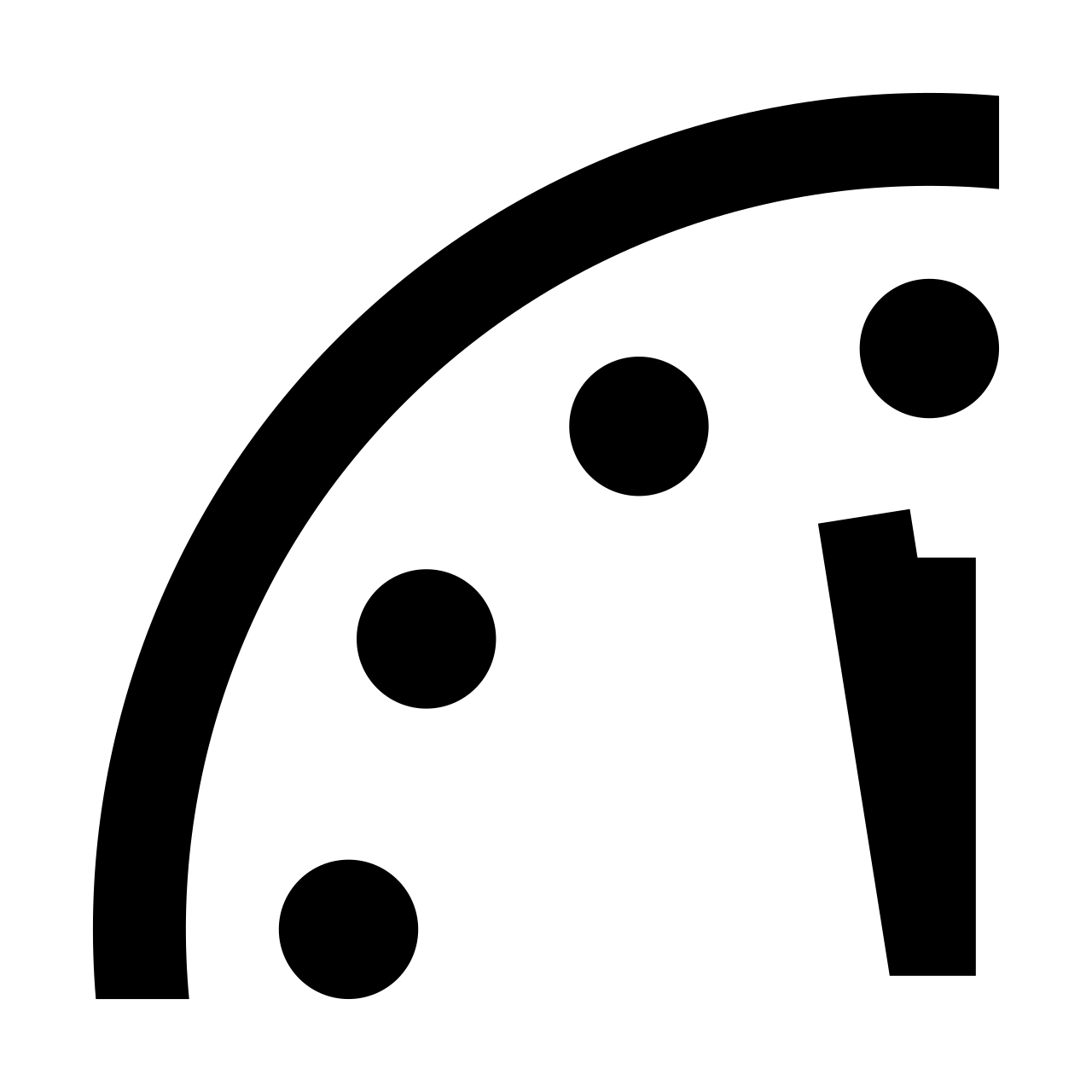
Loài người chỉ cách nguy cơ tận thế 1 phút 29 giây, tính từ tháng 1/2025.

Đồng hồ ngày tận thế (tiếng Anh: Doomsday Clock) là 1 đồng hồ mang tính tượng trưng được ban lãnh đạo của tờ báo Bulletin of the Atomic Scientists (Bản tin khoa học nguyên tử) thuộc Đại học Chicago lập ra năm 1947 nhằm đưa ra mức độ cảnh báo về chiến tranh hạt nhân ở phạm vi toàn cầu. Theo đó hiểm họa hạt nhân càng lớn bao nhiêu thì chiếc đồng hồ càng chạy gần lại thời điểm nửa đêm (12 giờ đêm hay 0 giờ) bấy nhiêu. Cùng với sự phát triển của các loại vũ khí hủy diệt và vũ khí công nghệ cao khác, đồng hồ ngày tận thế hiện nay được dùng để cảnh báo mối đe dọa với thế giới đến từ tất cả những loại vũ khí hủy diệt hàng loạt có thể đe dọa loài người như sự tàn phá môi trường, biến đổi khí hậu hay vũ khí công nghệ nano với thông điệp gửi đi là con người đang ở ngưỡng "chỉ còn vài phút nữa là tới nửa đêm.
Kể từ lần xuất hiện đầu tiên trên tờ Bulletin of the Atomic Scientists năm 1947 qua minh họa của Martyl Langsdorf, vợ của 1 nhà khoa học tham gia Dự án Manhattan, đồng hồ ngày tận thế luôn có mặt trong các số báo của Bulletin với số phút gần với thời điểm nửa đêm (thời điểm ngày tận thế) được thay đổi cho phù hợp với tình hình thế giới. Từ cuối tháng 1 năm 2025 đồng hồ ngày tận thế tiếp tục tăng thêm 1 giây và chỉ còn 1 phút 29 giây (89 giây) là đến nửa đêm.

## Lịch sử
Năm 1947 đánh dấu thời điểm bắt đầu Chiến tranh Lạnh giữa Hoa Kỳ và Liên Xô, đồng hồ ngày tận thế chỉ 23:53. Cùng với những diễn biến của chính trị thế giới, từ 1947 - 2017 thời gian của đồng hồ đã thay đổi nhiều lần. Mang tính tượng trưng để phản ánh các sự kiện quốc tế nguy hiểm đối với loài người, cho đến năm 2017, các kim đồng hồ đã được chỉnh 23 lần kể từ khi bắt đầu lúc 23:53 vào năm 1947. Kim đồng hồ đã không được điều chỉnh vào các năm 2019, 2021, 2022 và 2024 vì không có sự thay đổi đáng kể về đe dọa vũ khí hạt nhân và biến đổi khí hậu toàn cầu. Vào năm 2023, đồng hồ đã được chỉnh còn 90 giây nữa là tới nửa đêm, có nghĩa là đây là thời điểm mà kim phút của đồng hồ ngày tận thế gần với mốc 12 giờ nhất kể từ lúc đồng hồ được đi vào hoạt động vào năm 1947.
| Năm       | Số phút còn lại | Thời gian | Thay đổi | Lý do |
| --------- | --------------- | --------- | -------- | --- |
| 1947      | 7               | 23:53     | —        | Đồng hồ đi vào hoạt động. |
| 1949      | 3               | 23:57     | -4       | Liên Xô thử thành công quả bom nguyên tử đầu tiên. |
| 1953      | 2               | 23:58     | -1       | Liên Xô và Hoa Kỳ thử vũ khí nhiệt hạch. |
| 1960      | 7               | 23:53     | +5       | Thế giới bắt đầu hiểu được hiểm họa từ vũ khí hạt nhân nhờ hoạt động cộng tác của các nhà khoa học. |
| 1963      | 12              | 23:48     | +5       | Liên Xô và Hoa Kỳ ký Hiệp ước từng phần về cấm thử vũ khí hạt nhân. |
| 1968      | 7               | 23:53     | -5       | Pháp và Trung Quốc thử thành công vũ khí hạt nhân (vào các năm 1960, 1964), chiến tranh lan rộng và leo thang tại Trung Đông, Tiểu Ấn và Việt Nam. |
| 1969      | 10              | 23:50     | +3       | Quốc hội Hoa Kỳ phê chuẩn Hiệp ước không phổ biến vũ khí hạt nhân. |
| 1972      | 12              | 23:48     | +2       | Liên Xô và Hoa Kỳ ký hiệp ước SALT I về không phổ biến vũ khí chiến lược cùng Hiệp ước Chống tên lửa đạn đạo. |
| 1974      | 9               | 23:51     | -3       | Ấn Độ thử nghiệm vũ khí hạt nhân (Smiling Buddha) |
| 1980      | 7               | 23:53     | -2       | Đàm phán Xô-Mỹ ngưng trệ, chiến tranh lan rộng ở nhiều nước. |
| 1981      | 4               | 23:56     | -3       | Căng thẳng thế giới lên cao với Chiến tranh Afghanistan, xung đột ở Cộng hòa Nam Phi và Ba Lan. |
| 1984      | 3               | 23:57     | -1       | Liên Xô và Hoa Kỳ leo thang chạy đua vũ trang. |
| 1988      | 6               | 23:54     | +3       | Liên Xô và Hoa Kỳ tăng cường quan hệ ngoại giao với Hiệp ước loại bỏ vũ khí hạt nhân tầm trung. |
| 1990      | 10              | 23:50     | +4       | Bức tường Berlin sụp đổ đánh dấu sự kết thúc của Chiến tranh Lạnh. |
| 1991      | 17              | 23:43     | +7       | Hoa Kỳ và Liên Xô ký Hiệp ước Cắt giảm Vũ khí Chiến lược (START I), sự sụp đổ của Cộng hòa Liên Bang Xô Viết vào ngày 26 tháng 12 năm 1991 (đồng hồ cách xa thời điểm ngày tận thế nhất). |
| 1995      | 14              | 23:46     | -3       | Chạy đua vũ trang tiếp tục lan rộng, xuất hiện nguy cơ rò rỉ chất xám và vũ khí từ các quốc gia thuộc Liên Xô cũ. |
| 1998      | 9               | 23:51     | -5       | Ấn Độ và Pakistan ăn miếng trả miếng bằng 2 cuộc thử hạt nhân liên tiếp. Việc cắt giảm kho vũ khí của Hoa Kỳ và Liên bang Nga bị ngưng trệ. |
| 2002      | 7               | 23:53     | -2       | Hoa Kỳ bác bỏ 1 loạt hiệp ước cắt giảm quân sự và tuyên bố có ý định rút khỏi Hiệp ước ABM. Mối lo sợ về các cuộc tấn công khủng bố lên cao trên toàn cầu. |
| 2007      | 5               | 23:55     | -2       | Bắc Triều Tiên thử vũ khí hạt nhân, Iran bị cáo buộc có ý định sản xuất vũ khí hạt nhân, Hoa Kỳ tăng cường các loại vũ khí hạt nhân mới. Sự nóng lên toàn cầu cũng trở thành mối đe dọa hàng đầu với sự tồn tại của loài người. |
| 2010      | 6               | 23:54     | +1       | Sự hợp tác của thế giới trước việc giảm thiểu năng lượng hạt nhân và giới hạn ảnh hưởng của biến đổi khí hậu. |
| 2012      | 5               | 23:55     | -1       | Thiếu hành động chính trị quan tâm tới biến đổi khí hậu toàn cầu và phổ biến vũ khí hạt nhân. |
| 2015      | 3               | 23:57     | -2       | Tiếp tục thiếu hành động chính trị quan tâm tới biến đổi khí hậu toàn cầu, phổ biến vũ khí hạt nhân, cũng như căng thẳng gia tăng giữa Hoa Kỳ và Nga về cuộc khủng hoảng Ukraina. |
| 2017      | 2 1⁄2           | 23:57:30  | - 1⁄2    | Sự phát triển của chủ nghĩa dân tộc, những phát ngôn của Tổng thống Mỹ Donald Trump về vũ khí hạt nhân và biến đổi khí hậu, những mối đe doạ về một cuộc chạy đua vũ trang giữa Mỹ và Nga (Lần đầu tiên sử dụng đơn vị giây). |
| 2018      | 2               | 23:58     | - 1⁄2    | Chương trình vũ khí hạt nhân của Triều Tiên đã đạt được những tiến độ đáng kể. Những phát ngôn hùng biện và khiêu khích nhau từ Donald Trump và Kim Jong-un đã làm gia tăng thêm nguy cơ chiến tranh hạt nhân. |
| 2020-2022 | 1⅔              | 23:58:20  | - 1⁄3    | Sự thất bại của các nhà lãnh đạo thế giới trong việc đẩy lùi nguy cơ chiến tranh hạt nhân, đồng thời căng thẳng giữa Mỹ và Iran leo thang. Đại dịch virus Corona (nCoV) bùng phát từ thành phố Vũ Hán, Trung Quốc và hiện đang trở thành mối đe dọa đối với sức khỏe của người dân toàn cầu.                                                                                               |
| 2023-2024 | 1 1⁄2           | 23:58:30  | - 1⁄6    | Chiến tranh Nga - Ukraine và những mối đe dọa từ nó (khủng hoảng năng lượng, kinh tế thế giới...). Ngoài ra, thiên tai trên Trái Đất cũng xảy ra nhiều và nghiêm trọng hơn. Đây là lần đầu tiên thông báo được công bố bằng ba thứ tiếng: Anh, Nga và Ukraine. |
| 2025      | 1 29⁄60         | 23:58:31  | - 1⁄60   | Các cuộc chiến tranh tại Ukraine, Trung Đông đang thúc đẩy việc đầu tư và sử dụng các công nghệ cho mục đích quân sự (trí tuệ nhân tạo, vũ khí không gian), cũng như thúc đẩy việc sử dụng vũ khí hạt nhân. Ngoài ra lượng khí thải tăng cao, thiên tai hay các dịch bệnh đã và đang là những mối đe dọa đến loài người. Đây là lúc đồng hồ đang ở gần thời điểm tận thế nhất cho đến nay. |

## Trang văn hóa
Đồng hồ ngày tận thế được Alan Moore thể hiện thành biểu tượng mặt cười khá nhiều trong tác phẩm truyện tranh Watchmen.
Một bài hát của ban nhạc The Smashing Pumpkins trong album Zeitgeist năm 2007, được lấy làm nhạc phim Transformers năm 2007 cũng có tên đồng hồ ngày tận thế.